# Barret-sur-Méouge
Barret-sur-Méouge é uma comuna francesa na região administrativa da Provença-Alpes-Costa Azul, no departamento de Altos-Alpes. Estende-se por uma área de 26,72 km². Em 2010 a comuna tinha 222 habitantes (densidade: 8,3 hab./km²).